# Drolma Kyi
 Drolmakyi  est une célèbre chanteuse tibétaine populaire au Tibet née en 1976 ou 1977.  Elle a été arrêtée le 30 mars 2008 par les autorités chinoises durant les troubles au Tibet en 2008.  D’après le Los Angeles Times, elle est libérée après près de deux mois de détention, à condition de garder le silence sur son arrestation et de ne plus faire de représentations pendant quelque temps.